# S/2004 S 32
Gunnlod（仮符号 S/2004 S 32）は、土星の第62衛星である。

## 発見と名称
2019年10月8日に、スコット・S・シェパード、デビッド・C・ジューイット、ジャン・クレイナによる観測チームにより小惑星センターのサーキュラーで発見が報告され、S/2004 S 32 という仮符号が与えられた。観測にはすばる望遠鏡が用いられ、2004年12月12日から2007年1月19日にかけての観測で得られたデータ中から発見された。発見報告が2019年であるにもかかわらず、仮符号が 2004 となっているのはそのためである。なお一連の観測では、合わせて20個の土星の新衛星が発見されている。2021年8月10日に小惑星センター (MPC) が発表した小惑星回報「M.P.C. 133821」にて、Saturn LXII という確定番号が与えられた。
S/2004 S 32 を含む20個の新衛星の発見が報告された際には、同時にこれらの衛星の固有名を一般公募することが発表された。この衛星は北欧群に属するため、北欧神話に登場する巨人にちなんだ名称が与えられることになり、公募は2019年10月7日から12月6日にかけて行われた。公募された名称案の選考を経て、2022年8月24日、国際天文学連合の惑星系の命名に関するワーキンググループ (WGPSN) は、北欧群に属する10個の逆行衛星の正式な名称を公表し、この発表にて S/2004 S 32 は Gunnlod と命名された。Gunnlod という名称は、北欧神話に登場する巨人スットゥングの娘であるグンレッド（グンロズ）に由来している。

## 特徴
Gunnlod は推定される直径が 4 km の小さな衛星である。軌道傾斜角 160° の逆行軌道を持ち、北欧群に属する。また、北欧群中の副群であるスカジ群に属すると考えられる。群に属する他の小さい衛星と同様、この衛星はかつての大きな母天体が衝突によって破壊された際の破片である可能性がある。